# 27120 Isabelhawkins
27120 Isabelhawkins là một tiểu hành tinh vành đai chính với chu kỳ quỹ đạo là 1370.7895485 ngày (3.75 năm).
Nó được phát hiện ngày 28 tháng 11 năm 1998 tại Cocoa bởi nhà thiên văn học người Anh Ian P. Griffin.